# Bernhard Epstein
Bernhard Epstein (* 1971 in Stuttgart) ist ein deutscher Dirigent.

## Leben und Wirken
Bernhard Epstein studierte ab 1992 an der Musikhochschule Stuttgart Klavier bei Felix Gottlieb und Ensembleleitung bei Dieter Kurz. Ab 1997 studierte er bei Lutz Köhler Dirigieren zunächst an der Musikhochschule Hannover und ab 1999 an der Hochschule der Künste Berlin. Er erhielt unter anderem Preise beim 29. Bundeswettbewerb Jugend musiziert und beim Steinway-Wettbewerb und Stipendien der Deutschen Stiftung Musikleben, der Kunststiftung Baden-Württemberg und der European Piano Teachers Association. Ab 2000 war er musikalischer Assistent an der Jungen Kammeroper Köln und bis 2004 Mitglied beim Dirigentenforum des Deutschen Musikrates. 2004 erhielt er den 1. Preis beim Dirigentenwettbewerb Bad Homburg.
Von 2001 bis 2004 war er Korrepetitor und Kapellmeister am Theater Koblenz. 2004 wechselte er als Kapellmeister an die Staatsoper Hannover und danach 2006 als Dirigent an die Staatsoper Stuttgart. Dort übernahm er 2009 die künstlerische Leitung der Opernschule. Seit 2007 ist er Professor für Opernpraxis und Korrepetitionslehre an der Musikhochschule Stuttgart.
Bernhard Epstein dirigierte unter anderem die Berliner Symphoniker, die Symphoniker Hamburg, das Niedersächsische Staatsorchester, das Saarländische Staatsorchester, das Staatsorchester Rheinische Philharmonie, das Südwestdeutsche Kammerorchester, die Neubrandenburger Philharmonie, das Sinfonieorchester Münster, das Württembergische Kammerorchester, das Sinfonieorchester Wuppertal, das Junge Philharmonische Orchester Niedersachsen, die Hofer Symphoniker, die Norddeutsche Philharmonie Rostock, das Staatsorchester Stuttgart, das Litauische Nationalorchester, das Sofia Philharmonic Orchestra und den World Chamber Choir in Belgien.
Zu seinem Repertoire gehören neben sinfonischen und Chorwerken unter anderem von Pierre Boulez und Luciano Berio Opern wie Alcina, Il barbiere di Siviglia, La Bohème, Carmen, Cavalleria rusticana, Fidelio, Hänsel und Gretel, Madama Butterfly, Pagliacci und Die Zauberflöte, die Operette Die lustige Witwe und das Singspiel Die Entführung aus dem Serail. Er dirigierte die Barockopern Dido and Aeneas mit dem Ensemble Baroque „L’Orfeo“ Bordeaux, 2008 beim Festival Bayreuther Barock Les Fêtes d’Hébé von Jean-Philippe Rameau mit der Compagnie Opéra Baroque und dem United Continuo Ensemble und 2012 mit denselben Ensembles im Ekhof-Theater die erste moderne Wiederaufführung von Sardanapalus. An zeitgenössischen Musiktheaterproduktionen dirigierte er Die Jagd von Marios Joannou Elia, Zivilcourage von Gordon Kampe, As time goes by von Johannes Harneit und Eines schönen Tages von Michael Hirsch. 2010 war er an der Jungen Oper der Staatsoper Stuttgart musikalischer Leiter der Produktion von Gegen die Wand von Ludger Vollmer nach dem gleichnamigen Film.

## Auszeichnungen
- 2004: 1. Preis beim Dirigentenwettbewerb Bad Homburg

## Schriften
- Sampler contra Saite. Der Mensch im Spannungsfeld von Elektronik und musikalischer Berufung. Tonkünstlerverband Baden-Württemberg, Stuttgart 1997, ISBN 3-926783-04-4.